# Tristellateia goudotii
Tristellateia goudotii är en tvåhjärtbladig växtart som beskrevs av Arenes. Tristellateia goudotii ingår i släktet Tristellateia och familjen Malpighiaceae. Inga underarter finns listade i Catalogue of Life.